# Светлый ручей
«Светлый ручей» — комедийный балет в трёх действиях Дмитрия Шостаковича (соч. 39) на либретто Фёдора Лопухова и Адриана Пиотровского.
Балет ставил своей целью удовлетворить интересам и идеям новой власти и реализовать её лозунги, в частности, лозунг о стирании грани между искусством профессионалов и самодеятельностью. 

## Премьера
Премьера балета состоялась, в постановке Лопухова, 4 апреля 1935 года в Ленинградском Малом театре оперы и балета, дирижировал Павел Фельдт. В спектакле участвовали: Зина — З. А. Васильева, Петр — П. А. Гусев, Классическая танцовщица — Ф. А. Балабина, Классический танцовщик — Н. А. Зубковский, Гаврилыч — Ф. И. Чернышенко. 30 ноября того же года несколько изменённая редакция постановки была осуществлена в Большом театре в Москве. На обеих сценах балет успешно шёл до февраля 1936 года.
Но после визита Иосифа Сталина 5 февраля 1936 года вышла разгромная статья «Балетная фальшь» в газете «Правда», которая положила балету конец:
...Если вы не знаете колхоза, если не знаете, в частности, колхоза на Кубани, не спешите, поработайте, но не превращайте ваше искусство в издевательство над зрителями и слушателями, не опошляйте жизни, полной радости творческого труда.
По либретто Лопухова и Пиотровского на сцене изображен колхоз на Кубани. Но в действительности здесь нет ни Кубани, ни колхоза. Есть соскочившие с дореволюционной кондитерской коробки сусальные «пейзане», которые изображают «радость» в танцах, ничего общего не имеющих с народными плясками ни на Кубани, ни где бы то ни было. 
...Либреттисты, впрочем, всего меньше думали о правдоподобии. В первом акте фигурируют кукольные «колхозники». В прочих актах исчезают всякие следы и такого, с позволения сказать, колхоза. Нет никакого осмысленного содержания. Балетные танцовщицы исполняют ничем между собой не связанные номера. Какие-то люди в одежде, не имеющей ничего общего с одеждой кубанских казаков, прыгают по сцене, неистовствуют. Балетная бессмыслица в самом скверном смысле этого слова господствует на сцене. Под видом колхозного балета преподносится противоестественная смесь ложно-народных плясок с номерами танцовщиц в «пачках».
...музыка решительно ничего общего не имеет ни с колхозами, ни с Кубанью. Композитор так же наплевательски отнесся к народным песням Кубани, как авторы либретто и постановщики к народным танцам. Музыка поэтому бесхарактерна. Она бренчит и ничего не выражает. Из либретто мы узнаем, что она частично перенесена в колхозный балет из неудавшегося композитору «индустриального» балета «Болт». Ясно, что получается, когда одна и та же музыка должна выразить разные явления. В действительности она выражает только равнодушное отношение композитора к теме.

Авторы балета — и постановщики и композитор — по-видимому, рассчитывают, что публика наша так нетребовательна, что она примет все, что ей состряпают проворные и бесцеремонные люди.
Таким образом, по мнению специалиста:
Комедия с традиционно балетными, милыми «нелепостями» была воспринята как пародия на счастливую колхозную жизнь, какой её было принято изображать, и таковой пародией — если не по доброй воле авторов, то в силу их таланта — она, в общем-то, и являлась.
Федора Лопухова выслали из Москвы.

## Возобновление
«Светлый ручей» был впервые возобновлён Алексеем Ратманским 18 апреля 2003 года на сцене Большого театра, как двухактный спектакль, в собственной хореографии, поскольку хореография Лопухова не сохранилась. Дирижёр-постановщик Павел Сорокин. Продолжительность — 2 часа. Эта постановка получила высокие оценки ряда специалистов — в частности, известного британского оперного режиссёра Дэвида Паунтни. По мнению Нины Аловерт, Ратманский «удачно довёл наивный сюжет прошлого до уровня настоящей комедии положений. <…> В балете много завлекательной выдумки, хореограф явно сам с увлечением сочинял эту танцевальную комедию, замечательно используя классический танец как в чистом виде, так и в комбинации его с фольклорным». Особый вклад в эффект постановки внёс своим погружением «в пародийно-китчевую стихию» художник-постановщик Борис Мессерер, чьи отец и тётя, Асаф и Суламифь Мессереры, участвовали в постановке 1936 года.

В дальнейшем Ратманский повторил эту постановку на нескольких других ведущих мировых сценах.

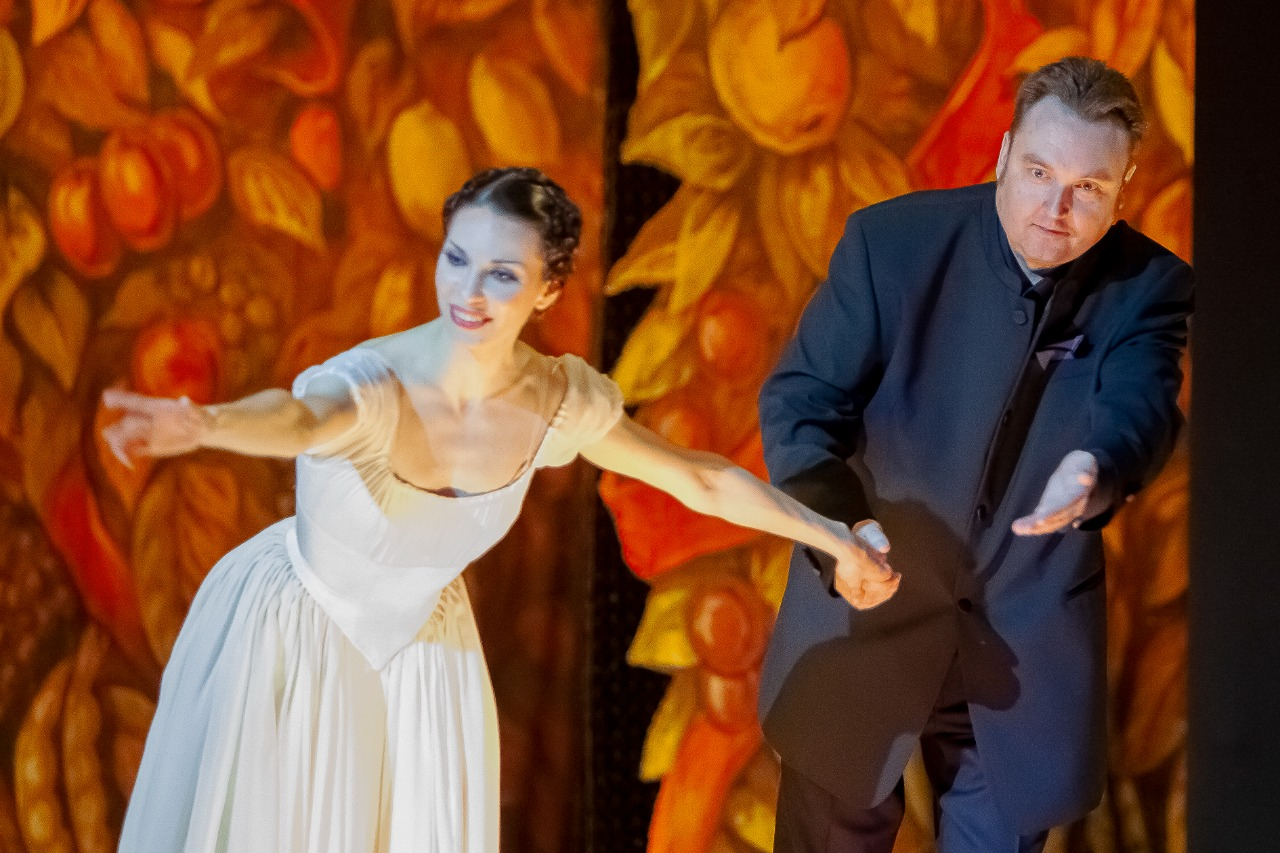
Дирижер Павел Сорокин и прима-балерина Большого театра Мария Александрова

## Либретто
Действие происходит в колхозе «Светлый ручей». На праздник сбора урожая из города приезжают профессиональные артисты. Столичных гостей встречает весь колхоз и скучающие дачники. Одна из артисток узнает в одной из девушек свою подругу детства Зину. Петр, муж Зины очаровывается столичной танцовщицей и начинает за ней ухаживать, вызывая у жены чувство ревности. На самом празднике урожая один из дачников в возрасте влюбляется в молодую балерину, а его моложавая жена – в партнера балерины. И они все назначают друг другу свидания. Зина плачет, так как расстроена поведением мужа. 
Танцовщица уверяет подругу, что ей неинтересны ухаживания Петра, и она предлагает разыграть Петра, пожилого дачника и его жену. Смысл шутки таков: балерина переодевается в костюм партнёра и идёт на свидание с женой дачника. Партнёр, переодевшись в балерину, должен встретиться с дачником. Зина, облачившись в костюм балерины, пойдёт к своему мужу. Замысел одобряется. И шутка удалась! Любовная история заканчивается счастливым концом — чета дачников помирилась, а Зина простила мужа, когда тот понял, что она ничуть не хуже столичной артистки.

## Действующие лица
- Зина, затейница
- Пётр, её муж, студент-агроном
- Бригада артистов:
- Классическая танцовщица
- Классический танцовщик
- Гармонист
- Пожилой дачник
- Молодящаяся дачница, его жена
- Гаврилыч, «инспектор по качеству»
- Галя, школьница
- Горец
- Узбек
- Кубанец
- Доярка
- Тракторист
- Молодые парни